# Militär-Anerkennungsmedaille (Österreich)

Ordensspange der Militär-Anerkennungsmedaille

Die Militär-Anerkennungsmedaille ist militärische Auszeichnung der Republik Österreich.

## Geschichte
Die Militär-Anerkennungsmedaille wurde im Jahr 2006 durch das Bundesministerium für Landesverteidigung eingeführt und steht in ihrer Gestaltung in der Tradition der k.u.k. Militär-Verdienstmedaille.

## Verleihungskriterien
Die Militär-Anerkennungsmedaille kann an Personen verliehen werden, die sich durch hervorragende Leistungen auf militärischem oder zivilem Gebiet um die militärische Landesverteidigung besonders verdient gemacht haben.

## Aussehen
Die Militär-Anerkennungsmedaille ist kreisrund, in Bronze patiniert und hat einen Durchmesser von 40 mm, beiderseits einen erhöhten Rand und eine Öse. Die Vorderseite zeigt zweizeilig den Schriftzug „Signum Laudis“, der von einem nach oben hin offenen Lorbeerkranz umfasst wird. Die Rückseite der Medaille zeigt das militärische Hoheitszeichen mit der Umschrift „Bundesministerium für Landesverteidigung“. Das Dreiecksband ist weiß, 45 mm breit, mit einem ponceau Mittelstreifen, zwei ponceau Streifen sowie beiderseits mit einem ponceau Randstreifen versehen.